# فيليبي خاراميو
فيليبي خاراميو (بالإسبانية: Felipe Jaramillo)‏ هو لاعب كرة قدم كولومبي في مركز الوسط، ولد في 18 أبريل 1996 في Santa Rosa de Osos ‏ في كولومبيا. لعب مع نادي ميلوناريوس.

## وصلات خارجية
- فيليبي خاراميو على موقع قاعدة بيانات كرة القدم.إي يو (الإنجليزية)
- فيليبي خاراميو على موقع Soccerway.com (الإنجليزية)
- فيليبي خاراميو على موقع عالم كرة القدم.نت (الإنجليزية)